# Adolf Vayhinger
Adolf Vayhinger (ur. 22 września 1837 w Pilźnie, zm. 30 listopada 1912 w Tarnowie) – prawnik i notariusz, polityk konserwatywny, poseł do galicyjskiego Sejmu Krajowego i austriackiej Rady Państwa

## Życiorys
Uczył się w gimnazjach najpierw w Tarnowie, a potem w Krakowie gdzie uzyskał maturę w 1857. Studiował prawo na Uniwersytecie Jagiellońskim (1857–1859), a następnie na uniw. we Lwowie (1859–1862). Po studiach rozpoczął praktykę jako koncypient w notariacie w Bochni (1862–1863). Wziął udział w powstaniu styczniowym, w 1863 roku naczelnik Rady Obwodowej w Bochni. Aresztowany i skazany przez Austriaków na pięć miesięcy więzienia. Po odbyciu kary był kolejno notariuszem w Bochni (1864–1870), Grybowie (1870–1872), Starym Sączu (1872–1890), a następnie w Tarnowie (1890–1907). W 1907 zakupił wraz z dworkiem majątek Lusławice, w pow. brzeskim, gdzie mieszkał w ostatnich latach swego życia.
Członek Rady Powiatowej w Grybowie (1870–1872) Nowym Sączu (1884–1890) i Tarnowie (1893–1895). Był posłem do Sejmu Krajowego Galicji VII kadencji (28 grudnia 1895–9 lipca 1901) i VIII kadencji (28 grudnia 1901–12 października 1907), wybieranym z III kurii, z okręgu wyborczego nr 11 Tarnów. W latach 1899–1902 był członkiem Wydziału Krajowego.
Poseł do austriackiej Rady Państwa VII kadencji (16 marca 1886–23 stycznia 1891), wybrany po śmierci Leonarda Jarosza w wyborach uzupełniających w kurii IV (gmin wiejskich) z okręgu nr 4 (Nowy Sącz-Stary Sącz-Krynica-Limanowa-Mszana Dolna-Nowy Targ-Czarny Dunajec-Krościenko-Grybów-Ciężkowice). W parlamencie należał do posłów konserwatywnych Koła Polskiego w Wiedniu.

## Wyróżnienia
Honorowy obywatel Starego Sącza,

## Rodzina
Był synem lekarza Jana Krzysztofa Vayhingera (zm. 1862). Ożenił się w 1868 z córką malarza Feliksa Hanusza, Marią, mieli czworo dzieci.